# Eriosorus insignis
Eriosorus insignis là một loài thực vật có mạch trong họ Adiantaceae. Loài này được (Mett.) A.F. Tryon miêu tả khoa học đầu tiên năm 1970.